# Dorian-Gray-Syndrom
Unter dem Dorian-Gray-Syndrom verstehen einige Forscher eine psychische Störung bzw. ein klinisches Syndrom, das sich in der psychischen Unfähigkeit zu altern und zu reifen und in einer mangelnden Akzeptanz des eigenen Aussehens zeige. Einige Autoren betrachten dies als ein gesellschaftliches Phänomen, als eine Ausprägung des aktuellen Zeitgeistverhaltens. Der Begriff wird teilweise auch außerhalb des medizinisch-psychiatrischen Bereichs verwendet.

## Begriffsherkunft
Der Begriff wurde im Jahr 2000 im Kontext einer Tagung zur Lifestyle-Medizin von dem Facharzt für psychosomatische Medizin und Psychotherapie Burkhard Brosig, Professor an der Universität Gießen, geprägt. Er lehnt sich an den Roman Das Bildnis des Dorian Gray von Oscar Wilde an, dessen Schlüsselfigur Dorian Gray ist, und nimmt ein Motiv des Werkes auf: die Unfähigkeit zu altern und damit auch seelisch zu reifen.

## Konzeption Burkhard Brosigs
Brosig nimmt eine psychodynamische Wechselwirkung zwischen narzisstischen Tendenzen (Stichwort: Alterslose Schönheit), Problemen der psychosexuellen Progression (Stichwort: Vermeidung von Entwicklung und Reife) und schließlich, im Sinne einer Abwehr, dem Gebrauch von Lifestyle-Angeboten in der Medizin an. Dieses diene als Mittel, ohne innere psychische Verarbeitung äußere Perfektion zu erreichen und ewige Jugend festzuhalten.
Zur Diagnose müssten folgende Kriterien erfüllt sein:
- Zeichen von Dysmorphophobie (Wahrnehmungsstörung des eigenen Leibes)
- Unfähigkeit zur psychischen Reife und zu entsprechenden Entwicklungsschritten
- Deutlich überhöhte Inanspruchnahme von mindestens zweien dieser Lifestyle-Angebote der Medizin: Haarwuchsmittel/Haaroperationen, Antiadiposita, Potenzmittel, Antidepressiva zur Stimmungsmanipulation, Inanspruchnahme der Angebote der kosmetischen Dermatologie, Inanspruchnahme der Angebote der Plastischen Chirurgie.

Klinisch bestehe eine latente Depressivität mit der Gefahr suizidaler Krisen, wobei die Maßnahmen der Lifestyle-Medizin als psychische Abwehr gegen das Durchbrechen depressiver Zustände zu verstehen seien. Bei nicht ausreichender Berücksichtigung der psychologischen Dynamik komme es zu einer krankhaft narzisstischen Einstellung und teils selbstschädigendem Handeln.
Brosig schätzt, dass 2 bis 3 % der Bevölkerung am Dorian-Gray-Syndrom erkrankt seien.